# Трета династия на Древен Египет
Трета династия на Древен Египет е първата династия на Старото Царство. Останалите династии от този период са Четвърта, Пета и Шеста. Столицата по време на Старото царство е Мемфис.
Най-известният владетел от третата династия е Джосер.